# Битва за Нарвік

Норвезьке місто Нарвік та його околиці, де розігралися основні події битви

Карта першої морської битви біля Нарвіку 10 квітня 1940 року

Битва за Нарвік (9 квітня — 8 червня 1940) — серія битв та сутичок між норвезькими збройними силами та військами західних союзників з військами нацистської Німеччини в районі норвезького морського порту Нарвік та навколишніх водах фіордів у ході операції «Везерюбунг» під час Другої світової війни.
Бої, що велися за Нарвік, тривали з 9 квітня по 8 червня 1940 року, й поділялися на морську фазу битви, що відбулася в акваторії Офотфіорд та наземну складову, коли бойові дії йшли в околицях міста Нарвіка й прилеглого до нього Норвезького скельного масиву.
Дві морські битви, що сталися в Офотфіорді 10 квітня та 13 квітня, велися між британським Королівським флотом і ВМС Німеччини (Крігсмаріне), водночас, двомісячні бої на суходолі велися між норвезькими, французькими, британськими та польськими військами проти німецьких гірських військ, що висадилися на початку кампанії на узбережжя Норвегії, а також екіпажами бойових кораблів Крігсмаріне, що зазнали аварії або були потоплені союзниками, та німецькими парашутистами зі складу 7-ї повітряної дивізії Люфтваффе. Німецький флот зазнав поразки в битвах на морі, контроль над містом Нарвік був практично втрачений, й німці змушені були відступити вглиб території Норвегії у бік шведського кордону. Однак, урешті-решт німецькі війська здобули перемогу через те, що союзники, після початку битви у Франції, у червні 1940 змушені були евакуювати свої війська з Північної Європи та перекинути їх до континенту.
Норвезький морський порт Нарвік — один з небагатьох незамерзлих портів у Північній Атлантиці, через який проходила транспортна магістраль з доставки на узбережжя залізницею від Кіруни у Швеції залізної руди. Обидві протиборчі у війні сторони були вкрай зацікавлені в забезпеченні цих поставок залізної руди для своїх потреб й не допустити такої можливості для супротивника. Через зіткнення важливих економічних інтересів у передмістях норвезького міста розігралася одна з перших масштабних битв Другої світової війни, після вторгнення в Польщу.
До вторгнення Німеччини, британські війська розглядали Нарвік, як найвірогідніше місце висадки та базування експедиційних сил, щоб допомогти Фінляндії в Зимовій війні, яку та вела проти Радянського Союзу. Зосередження таких сил у північному регіоні надавало значного потенціалу зі здобуття контролю над шведськими шахтами і створення надійного форпосту союзних військ на півночі Європи.

## Контекст
1 березня 1940 року Адольф Гітлер віддав наказ про вторгнення до Норвегії під кодовою назвою «Операція Везерюбунг» як превентивний маневр проти спланованої та відкрито обговорюваної франко-британської окупації Норвегії1. На початку квітня 1940 року Німеччина напала на Норвегію, щоб забезпечити транспортування шведського чавуну з шахт Кіруни. 90% шведської залізної руди надходило до Німеччини, що становило 50% імпорту заліза Німеччиною (Велика Британія також була замовником, але лише на 10% від загального споживання). Ця сировина, необхідна для німців у їхній продовженні війни, проходила через залізничну лінію Мальмбанан/Офотбанен до порту Нарвік. Він мав ту перевагу, що пропонував прямий вихід до Норвезького моря і був єдиним портом, який можна було використовувати взимку, оскільки він був вільним від льоду, який перешкоджав іншим портам на півночі Балтики. В операції буде задіяно більшу частину Крігсмаріне. Підрозділи, що брали участь, були розділені на п'ять груп, які мали зайняти шість головних норвезьких портів.
Союзники розглядали можливість окупації країни, щоб протистояти німецьким цілям, але рішення було прийнято повільно. Тому лише коли німці напали на Норвегію, союзники вирішили відправити туди війська, щоб прийти на допомогу норвезькій армії, яка зазнала поразки від Вермахту.

## Сили союзників
Союзні сили в Норвегії складалися в такий спосіб: адмірал Корк керував об'єднаними операціями, британський експедиційний корпус очолив генерал Маккесі, генерал Карл Густав Флейшер керував 6-ю норвезькою дивізією.
Штаб 6-ї норвезької дивізії знаходився в Харстаді. Мобілізована після Зимової війни дивізія була краще підготовлена до війни, ніж інші норвезькі частини. Вона складався з двох легких піхотних бригад — 6-ї та 7-ї. Англійці задіяли 24-ту піхотну бригаду у складі чотирьох батальйонів.
Франко-польський експедиційний корпус під проводом генерала Бетуарта складався з:
- 1-ша дивізія легких стрілків, створена 15 квітня 1940 року з бригади Haute-Montagne, нею командує бригадний генерал Бетуар (підвищений до цього звання), включаючи:
- 27-а альпійська єгерська напівбригада, діяла з 27 квітня по 7 червня на ділянці Нарвік;
- 5-та альпійська стрілецька напівбригада, яка діяла не в Нарвіку, а в секторі Намсос з 19 квітня по 3 травня;
- 2-а автономна колоніальна артилерійська група; 342-а автономна бойова танкова рота; 14-а протитанкова рота; 1026/40 зенітна батарея і 802-га фургонна рота.
- 13-та напівбригада Іноземного легіону, що складається з двох батальйонів, які в основному складаються з колишніх іспанських республіканців, перебуває під проводом підполковника Магріна-Вернерея (майбутнього генерала Монклара).
- Підгальська автономнастрілецька бригада чисельністю 5000 осіб під командуванням генерала Богуша-Шишка. Була сформована 9 лютого 1940 року в Коеткідані (Морбіан) як частина Війська Польського Західного.

Французькі військово-морські сили складаються з «сил Z» контр-адмірала Едмона Деррієна, що складається з двох груп:
- «група Еміля Бертена», відповідальна за охорону конвоїв
- «транспортна група», що складається з 1-го дивізіону допоміжних крейсерів контр-адмірала Кадарта[3] та лайнерів і вантажних кораблів, Місто Алжир, Місто Оран, Ель-Джезаїр, Ель-Мансур, Ель-Кантара, Шенонсо, Колумбія та Мексика реквізовані, призначені перевезення військ, обладнання та припасів.

Польські військово-морські сили задіюють есмінці ORP Burza, ORP Grom і ORP Błyskawica, а також підводний човен ORP Orzeł.
Отже, союзники мали 24 000 чоловік, а норвежці — 5 000.

## Німецькі сили
Kriegsschiffgruppe Narvik (група 1) під командуванням комодора Фрідріха Бонте включала 10 есмінців (Георг Тіле, Вольфганг Ценкер, Бернд фон Арнім, Еріх Гізе, Еріх Келлнер, Дітер фон Редер, Ганс Людеманн, Герман Кюнне, Вільгельм Гайдкамп (флагман) і Антон Шмітт ) і транспортні кораблі. Вони висадили 139-й альпійський мисливський полк (Gebirgs-Jäger-Regiment 139) під командуванням генерала Дітля 3-ї дивізії Gebirgs з трьома «батальйонами» (Abteilung), приблизно 2000 чоловік, у Нарвіку 9 квітня 1940 року.
Тому німці мали 2000 гірських стрільців (на чолі з генералом Дітлем) і 2600 моряків у Нарвіку. На підкріплення в червні прийшла 2-га гірська дивізія чисельністю 15 тис. чоловік.

## Хід подій
Німці, швидко завоювавши південь країни, прибули до Нарвіка з 10 міноносцями та швидко знищили норвезьку берегову охорону, яка стояла перед входом у фіорд.
Пришвартовані в порту Нарвік, їм швидко довелося зіткнутися 10 квітня 1940 року з 5 британськими есмінцями, які з'явилися біля входу у фіорд і перетворили порт на справжній цвинтар для човнів. Проте німецький флот, хоча й зазнав серйозних ушкоджень, зумів їх відбити.
Через три дні союзники направили 8 міноносців і 1 лінійний корабель, щоб вибити німецьку експедицію. Через чисельну меншість німці відступили та затопили свої останні кораблі у фіорді, щоб дозволити вцілілим морякам знайти притулок у засніжених горах, які межують з Нарвіком, залишивши місто в руках союзників.
Через кілька днів союзники отримали підкріплення і налічували 24 500 чоловік. Тому німців у 5 разів менше. Але навчені в арктичних умовах, вони чинили опір до відходу військ союзників, які почали битву за Францію. Таким чином вони змогли відвоювати місто Нарвік, яке вони займали до капітуляції Нарвіцького армійського загону 8 травня 1945 року.

### Німецьке вторгнення
Німецька група I залишила Бремергафен 6 квітня 1940 року. Вона складалася з 10 есмінців класу 1934 Георг Тіле, класу 1934A Вольфганга Ценкер, Еріха Гізе, Еріха Келлнера, Бернда фон Арніма та класу 1936 Георга Тіле, Дітера фон Редера, Ганса Людеманна , Германа Кюнне, Антона Шмітта і флагманського корабля Вільгельм Гайдкамп під командуванням коммодора Фрідріха Бонте. Кожен із військових кораблів перевозив приблизно 200 солдатів (загалом 1900 гірських солдатів (Gebirgsjäger) 139-го гірського полку (Gebirgsjägerregiment) 3-ї гірської дивізії під командуванням генерала Едуарда Дітля). Десантоносні есмінці більшу частину часу супроводжувалися лінійними крейсериами Шарнхорст і Гнейзенау.
Таким чином, вторгнення до Норвегії почалося вранці 9 квітня 1940 року. Есмінці групи I пройшли Вестфіорд у тумані та сильному снігу, а потім прибули до Офотфіорду, що веде до Нарвіка. Жоден британський корабель не перегородив їм шлях, і німці змогли увійти в цей район, не зустрівши опору. В Офотфіорді вони захопили три норвезькі патрульні катери (Senja, Michael Sars і Kelt). Перед захопленням Kelt встиг надіслати повідомлення на корабель берегової оборони HNoMS Norge, попередивши місцевого норвезького військово-морського командира про наближення кораблів. Німецькі кораблі Вольфганг Ценкер, Еріх Келлнер і Германн Кюнне висадили своїх солдатів у Хер’янгсфіорді (північна гілка Офотфіорду), щоб захопити постачання норвезького полку, що базувався в Ельвегордсмоен. Ганс Людеман і Герман Кюнне також висадили свої війська, щоб вступити в бой з прилеглими норвезькими фортами. Diether von Roeder залишився в Офотфіорді, щоб забезпечити контроль над морем. Erich Giese затримався через проблеми з двигуном і деякий час приєднався до основних сил. До того моменту, коли вони досягли фіорду біля Нарвіка, більшість міноносців вже залишили основне угруповання, щоб захопити передові батареї Офотфіорду. Лише три кораблі наближаються з місією змусити замовкнути два старі норвезькі кораблі берегової оборони, які стоять на варті, а саме кораблі берегової оборони Eidsvold і Norge. Незважаючи на те, що вони були дуже старими, два кораблі з 21-сантиметровими гарматами змогли взяти верх над цими трьома набагато легшими есмінцями з тоншою бронею.
Німці отримали наказ мирно окупувати Норвегію, якщо це можливо, тому німецький флагманський корабель Вільгельм Гайдкамп зупинився і дав знак, що він відішле офіцера для переговорів. Герлах намагався переконати Віллоха, що німці прибули як друзі, але що норвежці повинні передати свої військові кораблі німецьким збройним силам. Капітан Віллох попросив час, щоб проконсультуватися зі своїм командиром, капітаном Пером Аскім, командувачем Норге. Це прохання було відхилено німцями, але поки Віллох розмовляв з німецьким офіцером, офіцер по радіо на борту Ейдсвольда повідомив про події Аскіму. Відповідь Аскіма на німецькі вимоги та наказ Віллоха надійшла негайно; Віллох і Ейдсвольд мали відкрити вогонь. Віллох відповів Аскіму: «Я атакую».. Тим часом німецький есмінець Wilhelm Heidkamp розташувався в 700 м (765,52931 ярдів) від лівого борту Ейдсвольда і націлив торпедні установки на норвезьке судно.
Герлах знову спробував переконати Віллоха здатися, але Віллох відмовився. Коли Герлах залишив Ейдсвольд, він випустив червону сигнальну ракету, показуючи, що норвежці збираються битися. У цей момент капітан Віллох крикнув: «På plass ved kanonene. Nå skal vi slåss, gutter!» («Люди зброю. Ми будемо битися, хлопці!»)9. Ейдсвольд розвернувся до найближчого міноносця і прискорився, скоротивши відстань до Вільгельма Гайдкампа до 300 м, у той час як командир батареї наказав лівій батареї (три 15-см гармати) відкрити вогонь.
Німці, побоюючись, що Ейдсвольд протаранить есмінець, випустили чотири торпеди з Вільгельма Хайдкампа по старому кораблю. Дві торпеди влучили до того, як ліві гармати встигли вистрілити. Норвезький магазин боєприпасів спалахнув, і Ейдсволд розлетівся навпіл. Передня частина корабля затонула за лічені секунди, корма за лічені хвилини, гвинти все ще оберталися. Близько 4:37 ранку він був затоплений. 175 норвезьких моряків загинули в крижаній воді, включно з капітаном Віллохом, лише вісім вижили.
На борту «Норге», глибше у фіорді, було чути вибухи, але нічого не було видно, поки з темряви раптово не з’явилися два німецьких міноносця. Капітан Пер Аскім віддав наказ відкрити вогонь. Чотири постріли були зроблені з гармат 21 см (один із передньої гармати та три ззаду), а також сім-вісім снарядів з гармат 15 см лівого борту, спрямовані проти німецького есмінця Бернда фон Арніма. Діапазон оцінювали в 800 метрів (1/2 милі). Через складні погодні умови було важко використовувати оптичні приціли для гармат, що призвело до того, що перший залп опустився нижче цілі, а інші перелетіли ціль.
Німецькі есмінці чекали, щоб бути уздовж пристані перед тим як відповісти. Бернд фон Арнім відкрив вогонь своїми гарматами на 12,7 см (5 дюймів), а також кулеметами, але погода також спричинила проблеми для німців. Есмінець також вистрілив торпеди - три залпи з двох торпед кожен. Перші два залпи не попали, але останній потрапив у середину Норге, і він затонув менше ніж за хвилину, його гвинти все ще поверталися. Дев'яносто членів екіпажу врятувалися з крижаної води, але 101 загинув в битві, що тривала менше 20 хвилин.
Значна частина норвезького гарнізону Нарвіка прокинулася до звуку вогнепальних пострілів і не була готова зіткнутися з німцями. Багато хто був оточений і обеззброєний, коли вони кинулися на оборонні позиції. Командир регіону Нарвік, полковник Конрад Сундло, часто цитується як причина швидкої капітуляції. Він швидко відійшов із зони після військово-морської битви і розпочав переговори з німцями. Після початкової втрати Нарвіка, норвезький генерал Карл Густав Флейшер надіслав прес-реліз із зазначенням, що полковник Сундло розпочав негайні переговори про припинення вогню і відкликав свої війська, що німці займають місто, а норвезькі війська оточені між німцями та морем. Командир дивізії, який перебував на східному Фіннмі, був поінформований про ситуацію по телефону, і він наказав заступнику полковника Сундло, майорові Омдала, заарештувати полковника Сундло.
Сундло був звинувачений у зраді за здачу Нарвіка після війни, але ці звинувачення були відхилені. Натомість він був визнаний винним у недбалості за те, що він не мав адекватно підготовленої оборони Нарвіка і за співпрацю з німцями під час їх окупації.
Вранці німецької атаки чотири норвезькі пароплави були в Нарвіку; Кейт Б, Елдрід, Хаалегг і Сапфір. Окрім норвезьких кораблів, було присутні чотири нейтральні іноземні кораблі; голландське судно Бернісс, і три шведські судна Боден, Оксселесунд і Страсс. Окрім нейтральних кораблів, воюючі сторони мали кораблі в Нарвіку, заякорені в тому ж порту. Британці мали п'ять парових човнів у порту; Блітмур, Короткий Мерсінгтон, Північний Корнуолл, Рівертон та Романбі. Коли німецький флот захопив Нарвік, в портовому місті було 11 німецьких торгових суден; Aachen, Altona, Bokenheim, Hein Hoyer, Martha Henrich Fisser, Neuenfels, Odin, Lippe, Frielinghaus, Planet та судно постачання Jan Wellem. Останнє чекало прибуття німецьких військових кораблів, за постачання яких воно відповідало. У порту також розміщувалися шведські буксири Діана та Стірбьорн. Коли німецькі есмінці увійшли в порт, капітан Бокенгейма, який припустив, що вторгнення військових кораблів було британським, потопив свій корабель. Всього 25 мінераловозів було в Нарвіку на початку боїв, включаючи 10 німецьких.
Німецьким есмінцям тепер не вистачало палива і вони мали лише один нафтовий танкер - колишній Ян Веллем, який був відправлений до Нарвіка, згідно з деякими джерелами німецької таємної військово-морської бази в Западна Літса в Радянському Союзі, де він базувався з 4 лютого 1940 ·  · / Ще одне джерело вказувало на те, що вsy покинуd Мурманськ ввечері 6 квітня, і що північна база ніколи не створювалася. Він прибув в Нарвік з півночі 8 квітня і був заарештований норвезьким кораблем протичовнової оборони Кві Джоет. Ян Веллем був уповноважений вступити до Нарвіка Норвезьким регіональним військово-морським командуванням, де він був оглянутий. Його капітан заявив, що він перевозив 8 500 тонн мазуту та 8 098 тонн продовольчих товарів і що він на шляху до Німеччини. Другий нафтовий танкер, Каттегат, який відплив до Норвегії з Вільгельмшавен, був затоплений у Гломфьорді ввечері 9 квітня. Каттегат був заарештований норвезьким судном захисту рибного господарства Норкапа, Норвезький корабель, який намагається спочатку реквізуватити нафтовий танкер, але завдяки великому німецькому екіпажу не міг контролювати його до Бодо, потопившии його в кінці, стрельнувши чотири 47-мм в нафтовий танкер · .
Скагеррак затримався, щоб дістатися до Нарвіка вчасно був відправлений до Норвегії, на підтримку німецької висадки в Трондхеймі, але його перехопив британський крейсер HMS Suffolk, 14 квітня після перенаправлення німецьким військово-морським командуванням на очікувальну позиції в морі. Коли британський військовий корабель намагався підійти до Скагеррак, його екіпаж його затопив в 68° 15′ N, 2° 00′ E.  Kattegat і Skagerrak - кораблі-близнюки, оглянуті в Копервіку норвезьким торпедоносцем HNOMS Stegg відповідно 5 та 7 квітня. Капітан Каттегата сказав норвежцям, що він прямує до Нарвіка за новими наказами, а капітан Скагеррака заявив Мурманськ як місце призначення, а інспекції показали, що двоє танкерів мали вантаж мазуту. Скагеррак також транспортував 165 т їжі, які були запасами німецьких торгових кораблів. Коробки з їжею були позначені "Wehrmacht" · . Згідно з німецьким планом, есмінці, як передбачалося, постачалися двома нафтовими танкерами, Каттегат та Ян Веллем, кожен з яких мав близько 600 т мазуту.
Тоді флотилію довелося повернути до Німеччини ввечері 9 квітня. План не вдався, оскільки в Нарвік прибув лише Ян Веллем. Наповнити одним нафтовим танкером було важко; лише два есмінці могли постачатися одночасно, що зайняло сім-вісім годин. Після прибуття в Нарвік в есмінців майже не вистачає палива · . У той час як два есмінці забезпечувалися паливом одночасно, третій чергував у фіорді, інші сім розосередились в околицях. 10 квітня о 4:00 ранку Яну Веллему вдалося повністю заправити три німецьких есмінці і постачати два інші.
Тим часом британські сили намагалися вступити в бій з Крієгсмарине, але здебільшого без успіху. 8 квітня британський есмінець класу G HMS Glowworm вступив в бій з важким крейсером Admiral Hipper та двома есмінцями, і був втрачений, протаранивши та пошкодивши Admiral Hipper в битві. 9 квітня крейсер HMS Renown прикривав операцію мінування у Вестфьорді, коли він випадково вранці біля островів Лофотен зустрічає ескадру, що складається із Gneisenau і Scharnhorst, яка становить підтримку сил, відправлених на окупування Трондгейма та Нарвіка. Короткий обмін артилерією призводить до трьох 381 мм попадань в башточки "Антона" та "Цезаря", а також двох 280 мм попадань без великих наслідків у HMS Renown, перед тим як віце-адміралу Лютдженсу вдалося відійти в штормі · .
Однак головна місія есмінців була закінчена, оскільки їм вдалося висадити сили вторгнення.

### Перша морська битва
Наступного дня після вторгнення Німеччини Королівський військово-морський флот скористався можливістю напасти на Крієгсмарине. Друга флотилія есмінців - під командуванням Комодора Бернарда Варбуртона-Лі складається з п'яти есмінців класу H (HMS Hardy (флагман), Хотспур, Гавок, Хантер і Hostile піднімаються в фіорд вранці. Німецькі есмінці Герман Кюнн та Ганс Людеман заякорені поряд з нафтовим танкером Яном Веллемом та заправляються, коли напад британських есмінців починається о 4:30 · . Німецький розвідувальний корабель Diether von Roeder залишив свій пост, щоб заправитися, тоді британська флотилія наближається до Нарвіка, вона раптово напала на німців біля входу в порт і затопила два есмінці Вільгельма Хайдкампа (вбивши Комодора Бонте) та Антона Шмітта, сильно пошкодила Дієна фон Роедера і завдала менші пошкодження двом іншим. Вона також обмінялися пострілами з німецькими військами вторгнення на землю, але не исил для висадки на берег, а тому повернулася для виходу. Перед тим, як есмінці покинули місце, Hostile запустив торпеди по торгових кораблях у порту. Загалом одинадцять торгових кораблів (шість німців, один британський, два шведи та двоє норвежців) були затоплені під час британського виходу в порту · .
Потім британська флотилія проводила битву з трьома іншими німецькими есмінцями (Вольфганг Зенкер, Еріх Коелнер та Еріх Гізе), що виходили з Херджангсфьорда на чолі з командувачем Еріхом Беєм, тоді ще двома (Георг Тіле та Бернд Фон Арнім), що виходили з затоки Балланген, під командуванням Фріца Бергера. У результаті битви було втрачено два британські есмінці: флагман HMS Hardy, який спалахнув та HMS Hunter, який був торпедований та затонув. Третій, HMS Hotspur, також був серйозно пошкоджений торпедою. HMS Hotspur та решта британських есмінців покинули поле битви, пошкодивши Георга Тіеля. Німецькі есмінці, яким не вистачило палива та боєприпасів, не послідували, і британські кораблі змогли потопити корабель постачання Рауенфель  генерала Діетла, якого вони зустріли, покинувши фіорд. Незабаром німецькі військово-морські сили були заблоковані британськими підкріпленнями, включаючи крейсер HMS Penelope. Вночі від 11 по 12 квітня, в той час як вони маневрували в порту Нарвік, Еріх Коелнер та Вольфганг Зенкер були пошкоджені. Вольфганг Зенкер пошкодив свої гвинти і обмежувався швидкістю 20 вузлів. Еріх Куелнер був сильно пошкоджений, тому німці планували - коли його достатньо відремонтували - пришвартувати його в Торстаді так само, як і Дітер фон Редер, як захисниу батарею.
У той час як британські есмінці покинули Вестфьорд за межами Нарвіка, на них два німецькі підводні човни-U-25 та U-51 запустили свої торпеди, але в той час німецькі торпеди мали серйозні проблеми з їхніми магнітними детонаторами, можливо, через велику північну широту: усі вони пошкодилися і взагалі не вибухнули чи вибухнули задовго до їхніх цілей.
Командир Крієгсмарине коммодор Фрідріх Бонте (на Вільгельмі Хайдкампі) та британський командувач коммодор Бернар Уорбуртон-Лі (Харді) загинули в битві. Уорбуртон-Лі посмертно отримав Victoria Cross, Бонте Хрест лицаря залізного хреста · .

### Друга морська битва
Королівський військово-морський флот вважав, що з моральних та стратегічних причин необхідно перемогти німецькі сили в Нарвіку, тоді віце-адмірал Вільям Вітворт був відправлений з лінкором HMS Warspite та дев'ятьма есмінцями; четверо класу Tribal (HMS Bedouin, Cossack, Punjabi та Eskimo) та п’ять інших (HMS Kimberley, Hero, Icarus, Forester та Foxhound) у супроводі літаків авіаносця HMS Furious Aircriers. Ці сили прибули до Вестфьорда 13 квітня зранку, щоб зауважити, що вісім німецьких есмінців - тепер під командуванням Fregatenkapitän Еріха Бея - практично були заблоковані через відсутність палива та нестачу боєприпасів.
Перед битвою Warspite катапультував свій літак (гідролітак Fairey Swordfish L9767), який бомбардував і потопив U-64, заякорений в Герджангсфьорді поблизу Бджерквіка. Більшість членів екіпажу вижили і були врятовані німецькими гірськими військами. Це був перший U-Boot, який був затоплений літаком під час Другої світової війни, і єдиний випадок, коли літак, запущений з лінійного корабля, потопив U-Boot.
Есмінці Warspite просуваються на три милі (5 км) перед лінійним кораблем, щоб розпочати бій з німцями, які прийшли їх зустріти, тим самим розпочавши другу битву при Нарвіку. У наступній битві троє німецьких есмінців затоплені Warspite та його супроводом, інші п’ять були потоплені їхніми екіпажами, коли їм не вистачало палива та боєприпасів. Першим усуненим був Еріх Коелнер, який намагався встановити засідку союзним силам, але був помічений Swordfish і Warspite, а потім торпедований і бомбардований есмінцями та лінкором. Командир есмінця Альфред Шульце-Хінріхс та члени його екіпажу були захоплені норвезькими силами. Тоді Вольфганг Зенкер, Бернд фон Арнім, Ганс Лудеман та Герман Кюнн вступили в бій з британськими силами, але їм лише вдалося трохи пошкодити HMS Bedouin. Британські літаки Furious намагалися без успіху розпочати біз з німецькими есмінцями; двоє були знищені. Вольфганг Зенкер даремно намагався торпедувати Warspite.
Німецьким суднам незабаром не вистачає боєприпасів і вони поступово витісняються з порту. Того дня, більшість з них намагаються втекти через Ромбаксфьорд, крім есмінця Герман Кюнн. Без боєприпасів, але в хорошому стані, Германн Кюнн був потоплений його екіпажем у Тролвіці в Херджангсфьорді. Після затоплнення корабля екіпаж поклав на корабель підводні бомби, намагаючись затопити його в неглибоких водах Тролвіка. HMS Eskimo, все ще в гонитві, запустив торпеду, яка попала в Германа Кюнна, підпалівивши його. Невідомо, чи були підводні бомби німецького корабля чи торпеда HMS Eskimo джерелом вибуху.
Чотири британські есмінці беруть участь у гонитві, в Ромбаксфьорді Георга Тіела, Ганса Лудемана, Дітера фон Редера та Еріха Гізе. Останні два страждають від проблем з двигуном, стріляють в британські сили, коли вони ще були на набережній, пошкодивши Пенджабі та  Cossack, але вони обоє затонули, перш ніж вони могли завдати додаткової шкоди. Це була остання німецька контратака. Про це повідомили, що німці, що потерпіли кораблетрощу Еріха Гізе були мішенню британської артилерії та кулеметів під час атаки.
Есмінець Ескімос серйозно пошкоджений ворогом. Однак ситуація німців є безнадійною. Не мааючи боєприпасів та палива, вони покинули і потопили свої кораблі, інші британські судна досягають своєї позиції. О 6:30 вечора британські судна залишають фіорд, тепер очищений від будь-якої присутності Крієгсмарине. Єдиним німецьким кораблем, який вижив у портовому районі, був підводний човен U-51.
Німці втратили там понад 1000 чоловіків, U-Boot та вісім есмінців. З втратами попередньої битви це становило 50 % складу есмінців Крієгсмарине того часу.
Батареї та прибережні установки також були дуже серйозно пошкоджені гарматами Warspite. З боку союзників, пошкодження, яких зазнав HMS Eskimo, затримують його в Норвегії до 31 травня 1940 р. Німецькі підводні човни знову зазнають невдач з торпедами, коли U-46 та U-48 вистрілили в Warspite, коли він відправився 14 квітня.
Близько 2600 вцілілих німців були організовані в імпровізованому військово-морському підрозділі піхоти, Гебіргсмарине і воювали з полком 139 Gebirgsjäger у наземному бою. Незважаючи на те, що не здатні до бою в гірській місцевості навколо Нарвіка, моряки, що зазнали кораблетрощі екіпірувалися двома гарматами Flak 38 на 10,5 см і 11 легкими анти-повітряними гарматами, вилученими з кораблів, затоплених під час військово-морських битв та провели оборонні операції. Моряки також були озброєні запасами, захопленими на базі норвезької армії Ельвеордсмоен, понад 8000 гвинтівок Краг-Джіргенсен та 315 кулеметів, призначених для мобілізації підрозділів норвезької армії в районі Нарвіка.

### Наземна битва
Задіяні сухопутні війська складаються на третину з британських та польських сил, а також на дві третини з французьких та норвезьких сил. 24-а британська бригада, під командуванням генерал-майора Макесі, потім генерал-майора Аухінлека, складається з 1-го батальйону Scots Guards, 1-го батальйону Irish Guards  та 2-го батальйону South Wales Borderers.
16 квітня британці висадили 3 батальйони на північ та на захід від Ототенфьорда. До них приєднуються легкі танки. Спочатку британці бомбардують німецькі позиції. Інтенсивні бомбардування 24 квітня повинні змусити німців покинути місто. Серед британських кораблів легкі крейсери HMS Auroraта HMS Enterprise та есмінець HMS Zulu. Німецька авіація відповідає. Важкий крейсер HMS Effingham займає німецькі позиції, розташовані в першому тунелі залізничного шляху. Німці підняли 77 гармат на вагонах, стріляли, а потім укрилися в тунелі.
Місто сильно пошкоджено (великий готель, королівський готель, ресторан Фйелхейм). Половина населення евакуюється, незважаючи на заборону виїхати з міста. Вибухи коштували життя 30 мирним жителям. Також беруть участь у боях польські есмінці ORPGrom et ORP Blyskawica. 24 квітня есмінець Гром був поцілений німецьким бомбардувальником He 111. Він скинув 12 бомб по 50 кг на есмінця, який зламався навпіл. 59 польських моряків загинули.

#### Легіон в битві
Висаджена в Бресті 23 квітня 13 квітня, 13-а напівбригада іноземного легіону прибуває до Ліверпуля 25-го на рейд Грінок. 13-а напівбригада іноземного легіону залишає теплохід Providence des Messageries, і здійснює посадку на англійське пасажирське судно Monarch of Bermuda. Воно відправляється 29 квітня.
5 травня, 13-а напівбригада іноземного легіону з'являється в Баллангені, на півострові Хаафжельдет, вдосконалена база для операцій на Нарвіку. У той час як Колумбія, СС Ченонко та Мексика йдуть далі на північ, після пересадження на британські есмінці 6 травня та німецької повітряної атаки, легіонери висаджуються на норвезькій землі в Сконланді.
7 травня генерал Бехуарт та полковник Магрін-Вернерет сідають на польський міноносець ORP Burza, щоб дослідити фіорд Нарвіка. Генерал Бетуарт підганяє британців: висадка живої сили відбудеться на краю півострова Херджангсфьорд, в Бджервіку, де німці знайшли притулок. Мета напасти на ворожі сили з тилу, які, 20 кілометрів на північ, перекривають просування напівбригади альпійських стрільців та декількох норвезьких батальйонів на півострові в Гретангені.
Коли 10 травня 1940 р. флеш-атака на Нідерланди та Бельгію, прелюдія до німецького вторгнення у Францію, розпочата Адольфом Гітлером, більшість експедиційних сил Сполученого Королівства та Франції повинні поспішно сідати на судна, що призвело до падіння уряду Невілла Чемберлена та його заміни на Вінстона Черчілля.
Тоді генерал Бетуард мав 13-а напівбригаду іноземного легіону з двома батальйонами, польськау бригаду з чотирма батальйонами та танкову роту.
12 травня, близько двадцятиь другої години, маленька Армада вирушила і з'явилася в фіорді Бджервіка та Мебі. Опівночі гармати військових кораблів відкривають вогонь. Німці встановлені навколо Бджервіка і навіть у Бджервіку.
Британський адмірал Корк, командувач британськими військово-морськими силами та генерал Бетоартом, сіли на борт крейсера  HMS Effingham. Полковник Магрін-Вернерет розташований на містку колишнього крейсера HMS Vindictive, перетвореного на транспорт для військ.
Броньовані баржі поспішають на пляж. На їх борту I/13 командира Бойєра-Рестс та кілька танків Hotchkiss H35 для підтримки піхоти.
13 травня, на світанку, 13-й напівбригада іноземного легіону прибуває на норвезьку землю у восьми броньованих баркасах та кількох рибальських човнах, під захистом британського флоту. Одночасно 6-й та 14-й B.C.A. нападають на півночі. З п’яти запланованих легких танків, транспортованих лінкором HMS Resolution, лише H39 лейтенанта Колобії вдається торкнутися землі з початку нападу.
Через годину легіонери вирушили в п'яти баржах на штурм. Незважаючи на бомбардування, німці захищають берег, а їхні кулемети негайно обстрілюють кораблі висадки. Сто п’ятдесят легіонерів 1-го батальйону швидко дістаються берега. Потім вони просуваються, відкидають ворога та переформовуються під обстрілом у бік Бджервіка, їх початкову мету. За ними три танки нарешті виграють пляж і беруть участь у бою.
Поки напад легіонерів повільно прогресує, німці відступають, захищаючи вулицю за вулицею. Решта 1-го батальйону, в свою чергу висаджується в броньовані човни і дістається до пляжу під вогнем.
Німці закріплені в селі. Тож доводиться брати Бджервік будинок за будинком. Після п’яти годин жорстоких вуличних боїв, щоб просуватися в ближньому бою в руїнах і в полум'ї,  будинки, які повинні братися один за одним, 1-а ротою капітана Желла, 1-й батальйон Бойєр-Рестс захоплюють Бджервік і можуть просуватися на північ.
Коли 1-й батальйон нарешті захоплює поле бою, 2-й батальйон висунувся на схід. Він знаходить страшенно нерівний рельєф, з більш крутими розломами, ніж на карті. Однак легіонерам командира Генінхо також вдається подолати опір. 2-й батальйон повинен продовжувати прогресувати в горах. Тоді він захопив висоту 98, під час його просування захопив табір Ельвегерда. Боротьба гаряча, тому що кожен будинок здобувається в нещадному бою. Нарешті, батальйон захоплює Ельвегерд, де він випускає 80 норвезьких в'язнів, захоплює майже 500 німців, захоплює сто кулеметів та важливе обладнання.
О 13:30, під захистом кулеметів батальйону, 1-ий взвод 5-ї роти дійшов до вершини, незважаючи на перешкоди та вбивчу стрілянину німецької автоматичної зброї. Але кулі, що летять як дощ, роблять неможливим підхід. Незабаром ворог поступається. Залишається лише кулемет, розташований на крутій високій скелі, посеред вод, що перекриває прохід. Ні кулемети, ні гранати, запущені бронетанковими транспортними засобами, не можуть його нейтралізувати. Три іспанські легіонери виділяються з взводу, піднімаються на схил з дивовижною легкістю і стрибають у бік кулемета, постріли якого скосили дваох з них. Третій кидається в свою чергу, прикладом вбиває обслугу зброї, яку він викидає в порожнечу. Цей сміливий легіонер називається Родрігес; його дія принесла йому першу військову медаль у 13-ї напівбригаді іноземного легіону.
Близько 17:00,  встановлюється зв’язок між землею та командуванням, начальник корпусу, підполковник Магрін-Вернері нарешті отримує дозвіл французького генерального штабу, приєднатися до його підрозділу; він висаджується на пляжі Бджерік зі своїм генеральним штабом, мотоциклістами та лижниками-розвідниками.
Взяття табору Ельвегарда дозволяє 2-му батальйону очистити дорогу від Мебі до Ойорда. Глава корпусу вирішує розпочати розвідку до кінця півострова. Взвод мотоциклістів лейтенанта Лефорта відповідає за цю місію, що підтримується есмінцем, який контролює берег. До Ойорда просування повільне; дорога розбита та мости зруйновані. Ворог здається відсутнім і місто незайняте. І все-таки противник реагує, але його наступальне повернення до Ойорда відштовхнуте кулеметом взводу.
Під час бомбардування ціляться в командний пункт полковника, капітан Блан та доктор-капітан Бланкарді серйозно поранені.
Під час просування 2-й батальйон втратив лейтенанта Рене Мауріна з CAB 2 (він є першим офіцером 13-ї напівбригади іноземного легіону, що загинув у бою).
Незважаючи на цей перший успіх, британське високе командування вирішує відкликати війська, надіслані до Норвегії;труднощі в постачанні цього театру операцій, втрати, яких зазнав Home Fleet, та ситуація, яка склалася є причиною. Дійсно, втрати на британських кораблях важкі через перевагу Люфтваффе, але також  U-Boote, яка значно перешкоджала союзній логістиці. Крім того, адмірал Каннінгем, командуючий військово -морськими силами, вважає, що взяття Нарвіка неможливе. Генерал Бетеуарт наполягає на спробі взяти Нарвік, оскільки висадка тисяч чоловіків під тиском ворога буде рівнозначною катастрофі. Англійці не дуже прихильні до нової атаки. Дійсно, німецький гарнізон, з 5000 чоловіками за наказом знаменитого генерала Діетля, підкріплюється тисячею моряків з затоплених кораблів.
14 травня патруль з 7-ї роти 2-го батальйону, знищив десять німецьких літаків, що базуються на озері Хатвігванд, заморожена поверхня якого служить аеродромом. Але пріоритетною метою залишається Нарвік, з іншого боку Ромбакфьорда.
Легіонери та альпійські стрільці з'єднуються на дорозі до Гретанген. Стрільці 14-го B.C.A. і польські підрозділи тримають сектор на південь від цілі. Починаючи з Анкена та висоти 668, вони відповідають за оточення в тилу німецьких позицій.
17 травня ворог, чия піхота більше не має ресурсів для ефективного протистояння, реагує її авіацією. Один з його нападів на Бджервік розгромив бомбами командний пункт начальника корпусу та рятувальний пост 13-го. Капітан Карре де Лусансай та лейтенант Герцога смертельно поранені. 2-й батальйон втрачає свого лідера, командира Альберика Генінхо.
В іншому місці загинули дванадцять легіонерів і багато поранених. Бомбардування та кулеметний вогонь дуже поширені. Проте петля затягується на самому Нарвіку, головній меті кампанії.
22 травня близько 23:30 полковник Магрін-Вернерей, командири батальйонів, командири рот, командир ескадри GAAC брали участь у розвідці біля узбережжя Лангстранда. Ці офіцери сіли на моторний понтон у Сейні, а потім були переведені на британський есмінець HMS Fame. Судно негайно відпливає до південного краю півострова Нарвік.
Fame огинає півострів, проходить менш ніж 300 м вздовж північних берегів і входить у Ромбакен. На нього  нападає 77-ва гармата, встановлена на вагоні. Два снаряди перетнули міст, не розірвавшись. Капітан, підполковник Магрін-Вернерей, командир Бойєр-Рессес і капітан Дімітрі Амілакварі залишаються на мосту самі. Артилеристи кидаються до своїх 4,7-дюймових гармат. Капітан Амілакварі, який помітив ціль, віддав наказ про вогонь. За кілька хвилин 77-ва замовкає.
Fame повільно проходить перед пагорбом Орнесет. На передньому плані цей рух суші виділяється з величного масиву Таралдсвік дуже чітко вираженим плато, де проходить залізнична лінія. Східні схили пагорба плавно занурюються у фіорд. Цей пляж був обраний генералом Бетуартом як пункт висадки.
Плацдарм буде організований на пагорбі Орнесет. Далі на південь на задньому плані висота 79, яка приховує місто Нарвік. Позаду маячить верхівка Ліллевіка.
Повернувшись на берег, генерал Бетуарт викликає своїх підлеглих, щоб остаточно узгодити деталі маневру.
26 травня командир Бойєр-Рессес реорганізував свій батальйон. Формуються чотири групи стрільців і піхотинців. Рота підтримки розподілена між різними рівнями. Капітан Гільмен рушив увечері з загоном, що включав роту командування CAB 1, два кулеметних взводи, машинну секцію та групу лейтенанта Буше. Вони встановлюються в лісі на південний захід від висоти 115, щоб ночувати.
2/13DBLE та Автономна колоніальна артилерійська група (GAAC), які вже були на місці, перша хвиля, включно з командиром батальйону Бойєр-Рессесом, кулеметним взводом та 3-ю ротою, залишили решту місць близько 21:00. Траса від Б’єрквіка до Ейорди є єдиним маршрутом сполучення на півострові. Він пролягає вздовж берегів Херьянгфіорду, біля підніжжя засніжених гір. Загін повільно йде двома колонами обабіч дороги. Маленькі норвезькі коні тягнуть кулемети і мінометні вози. Посередині дороги швидко проїжджають кур'єри на мотоциклах.
Командир Бойєр-Рессес і його заступник лейтенант Вішо йшли перед батальйоном, щоб розвідати пункти висадки в Сейні. Броньовані понтони чекають біля води. Перші елементи прибувають і піднімаються на борт з великими труднощами. Перший ешелон нарешті висадився близько 10:30 вечора. У східному напрямку замаячив британський флот. Лейтенант Дафф, офіцер зв'язку, о 23:39 дав сигнал відходу. Один за одним човни відходили від берега. Невелика флотилія незабаром проходить пункт Ойорд. Підійшовши за 300 м від узбережжя, британські кораблі та GAAC відкрили вогонь по входах у тунелі, набережним та оборонним спорудам, здатним до німецького опору. Ворог, здивований, не відповідає.
Перші човни причалили. Передовий ешелон негайно висаджується. 3-тя рота на чолі з капітаном Гілбертом і лейтенантом Бертіном швидко піднялася на пік Орнесет. На півдорозі підйому легіонери були зупинені вогнем підтримки GAAC. Капітан Гілберт негайно посилає ракету «продовжити вогонь». Невдовзі штурм відновився, захисники Пітон д'Орнесет не встигли використати свою автоматичну зброю, яка була не дуже ефективна в цій купі каміння. Кілька все ще відповідають гранатами. Вражені активністю нападаючих, швидко висаджених, вони покинули позицію.
3-тя рота організована в обороні проти Нарвіка, на південний захід, і в масиві Таралдсвік, на південний схід. Начальник батальйону Боєр-Рессес встановлює свій командний пункт на півдорозі вгору. На цьому першому етапі операції на Нарвіку захисники Орнесета є полоненими. Легіонери вражені спорудами. Кожен німецький острів зв'язаний телефоном. Зберігаються великі запаси боєприпасів, харчів і тютюну. Однак друга хвиля батальйону, включаючи 2-гу роту та решту супроводжуючої роти, висаджуються на пристань Ейорда.
Незважаючи на запобіжні заходи, вжиті легіонерами, результативний і вивірений німецький вогонь був здійснений 77 батареєю по залізничній колії, в районі тунелю Дюпвікен. Капітан Гільмен і три легіонери вбиті; багато серйозно поранених людей встеляють пляж. Броньовані баркаси сховалися на точці Тофтмоен, і висадка групи Буше закінчилася без подальших інцидентів. Як тільки вона висадилася, 2-а рота рушила по обидві сторони тунелю Орнес. Під керівництвом капітана де Гітто, колишнього лідера групи в кампанії 1914-1918 рр., і лейтенанта Вадо, уже пораненого в битві при Б'єрквіку, легіонери піднялися на круті схили Таральдсвіка. Група Буше, яка блокує угрупування між 2-ю і 3-ю ротами, що стоять перед Нарвіком, піддається сильному вогню. Як тільки вона висаджується, 25-мм гармата відтягується екіпажем до залізничного полотна і негайно ставиться в батарею перед входом у тунель. Кілька влучних пострілів змусили капітулювати тунельний гарнізон, у складі якого були два унтер-офіцери і вісім німецьких матросів. Боротьба продовжується ще більш запекло, ворог оговтався від несподіванки.
Втручання норвезького батальйону змушує себе чекати, темпи висадки відбувалися все повільніше. Після прибуття на командний пункт командир норвезького батальйону Ульмо отримав інформацію про ситуацію та місцевість від командира Боєр-Рессеса. Під захистом 2-ї роти та групи Буше вони повинні наздогнати ці елементи та захопити пагорб 457. Рух відбувається повільно.
Полковник Магрін-Вернерей і частина його штабу приєдналися до командного пункту батальйону і розвідують з вершини Орнесет місце атаки 2-го батальйону в напрямку Нарвіка. Близько п’ятої години, командир Паріс, начальник штабу генерала Бетуарта, виходить на зв’язок із начальником батальйону Бойєр-Рессесом. Оцінивши результати, отримані легіоном, він повертається на пляж, щоб дістатися до штабу. У цей момент  кулеметна черга з хребтів над тунелем, змела підкорену легіонерами землю. Командир Паріс отримує кулю в голову. Його вбили.
Контратака, енергійно керована двома ротами, обрушилася на частини першого ешелону. Боротьба важка. Німці атакують гранатами та автоматами. Капітан де Гітто і лейтенант Гару були смертельно поранені. Позбавлена лідерів, 2 рота трохи відступила. Взвод лейтенанта Жуандона, якому загрожували з трьох сторін, тримався міцно і зміг уповільнити наступ ворога. Легіонер Меліс з криком «вперед легіон» веде за собою кілька піхотинців. Далі йдуть норвежці. Ворог відступає, кидаючи своїх убитих. Стрілянина з перервами відновлюється. Ситуація залишається заплутаною. Начальник батальйону Бойєр-Рессес доручає своєму заступнику вивчити положення елементів ешелону та реорганізувати командування підрозділами. Три групи Буше, Буртін і Вадо формуються на місці за системою взводів.
Батальйон зазнав серйозних випробувань як втратами, так і втомою через безперервні зусилля, яких доводилося докладати війську, щоб просуватися в цій хаотичній місцевості. Окупацію та очищення Нарвіка здійснила 2/13-та DBLE. Противник, переслідуваний 1-м батальйоном на залізничній лінії Нарвік — Лулео, відступив до станції Сільдвік.

#### Поляки в битві
Висадившись на Лофотенських островах, поляки Автономної бригади стрільців Підгаля були перекинуті (човном норвезьких рибальських човнів) на континент поблизу Нарвіка, який утримував сильний німецький гарнізон. Розташований на півночі, біля Богена, польський контингент мав здійснити довгий марш у бік Б’єрквіка, досягнутого 13 травня в супроводі загону норвезьких розвідників на лижах. Німці відкинуті на північний схід. Інший контингент викидається на південь і займає позиції на південь від Нарвіка в Хаквіку. На півночі фронт тримають іноземний легіон, альпійські стрільці та норвежці.
Вся польська бригада була зібрана 16 травня і зайняла позиції на півострові Анкенес, на протилежному березі від Нарвіка.
Битва почалася 27 травня опівночі і тривала тридцять шість годин, наприкінці якої полякам вдалося взяти Анкенес, ключову позицію навпроти Нарвіка, а також села Нюборг і Бейсфіорд і оточити місто та півострів Нарвік із заходу, таким чином досягаючи своїх цілей. У той же час легіон і норвежці увійшли в сам Нарвік, тоді як альпійські стрільці тиснули на німців на північ від Ромбакфіорду.
Незважаючи на свої переваги, завдяки своїм сильно укріпленим позиціям і вогневій потужності, німці були не тільки розсіяні, але й повністю розгромлені потужною акцією, в якій Королівський флот відіграв важливу роль. Покинувши своїх людей, німецький командувач генерал Дітль утік до шведського кордону.
Німці контролюють небо, вони широко використовують його, бомбардуючи польські позиції та кораблі у фіорді вночі та вдень. Зенітна артилерія британська, але поляки з потіхою дізнаються, що гармати були виготовлені в Польщі перед війною в Стараховіцах. Німці засипають польські позиції листівками та плакатами польською мовою, намагаючись переконати поляків, що вони воюють за програну справу. Майже дві сотні загиблих і поранених в їхніх лавах. Німецькі втрати більші, кілька сотень тіл усіяли скелі навколо Нарвіка. Багато німецьких солдатів потрапляє в полон.

#### Евакуація
Незважаючи на захоплення Нарвіка, командування союзників, усвідомлюючи складність продовження операції так далеко від британських баз, без аеродромів, і зіткнувшись із становищем армій у Франції, вирішило евакуювати експедиційний корпус. Ця операція під назвою Alphabet завершилася 8 червня. Франко-польська бригада висадилася з корабля SS Duchess of York  у Бресті 15 червня. «Мета не була пріоритетом для союзників, які не вірили, що зможуть утримати регіон. Вони повернулися, а фашисти повернулися і все знищили. ».
Потім 9 червня 1940 року німці знову захопили Нарвік і залишалися там до кінця війни.
Усі німецькі солдати, які брали участь у взятті Нарвіка, отримали пам'ятну табличку на плечі. Це становить 8577 солдатів усіх видів зброї.

## Відео
- The Battle of Narvik in 1940 [Архівовано 18 грудня 2019 у Wayback Machine.]
- 1940 2nd Naval Battle at Narvik [Архівовано 11 серпня 2014 у Wayback Machine.]